# Росоман
Росоман (мкд. Росоман) је насеље у Северној Македонији, у средишњем делу државе. Росоман је седиште и највеће насеље истоимене општине Росоман.
Росоман има велики значај за српску заједницу у Северној Македонији, пошто Срби чине мањину у насељу.

## Географија
Росоман је смештен у средишњем делу Северне Македоније. Од најближег већег града, Кавадараца, насеље је удаљено 12 km северно.
Насеље Росоман се налази у историјској области Тиквеш. Село је смештено у долини реке Вардар, у западном делу Тиквешке котлине. Насеље је положено на приближно 140 метара надморске висине, равничарском подручју. Кроз насеље протиче Црна река, која се пар километара северно улива у Вардар.
Месна клима је измењена континентална са значајним утицајем Егејског мора (жарка лета).

## Становништво
Росоман је према последњем попису из 2021. године имао 2.553 становника. Почетком 20. века претежно становништво били су Турци, који су после Првог светског рата иселили у матицу, а на њихово место дошли су преци данашњих становника.
Претежна вероисповест месног становништва је православље.
| Национални састав према попису из 2021.‍ | Национални састав према попису из 2021.‍ | Национални састав према попису из 2021.‍ | Национални састав према попису из 2021.‍ | Национални састав према попису из 2021.‍ |
| --------------------------------------- | --------------------------------------- | --------------------------------------- | --------------------------------------- | --------------------------------------- |
|                                         |                                         |                                         |                                         |                                         |
| Македонци                               | Македонци                               |                                         | 2.285                                   | 89,5%                                   |
| Срби                                    | Срби                                    |                                         | 169                                     | 6,6%                                    |